# Časovňa

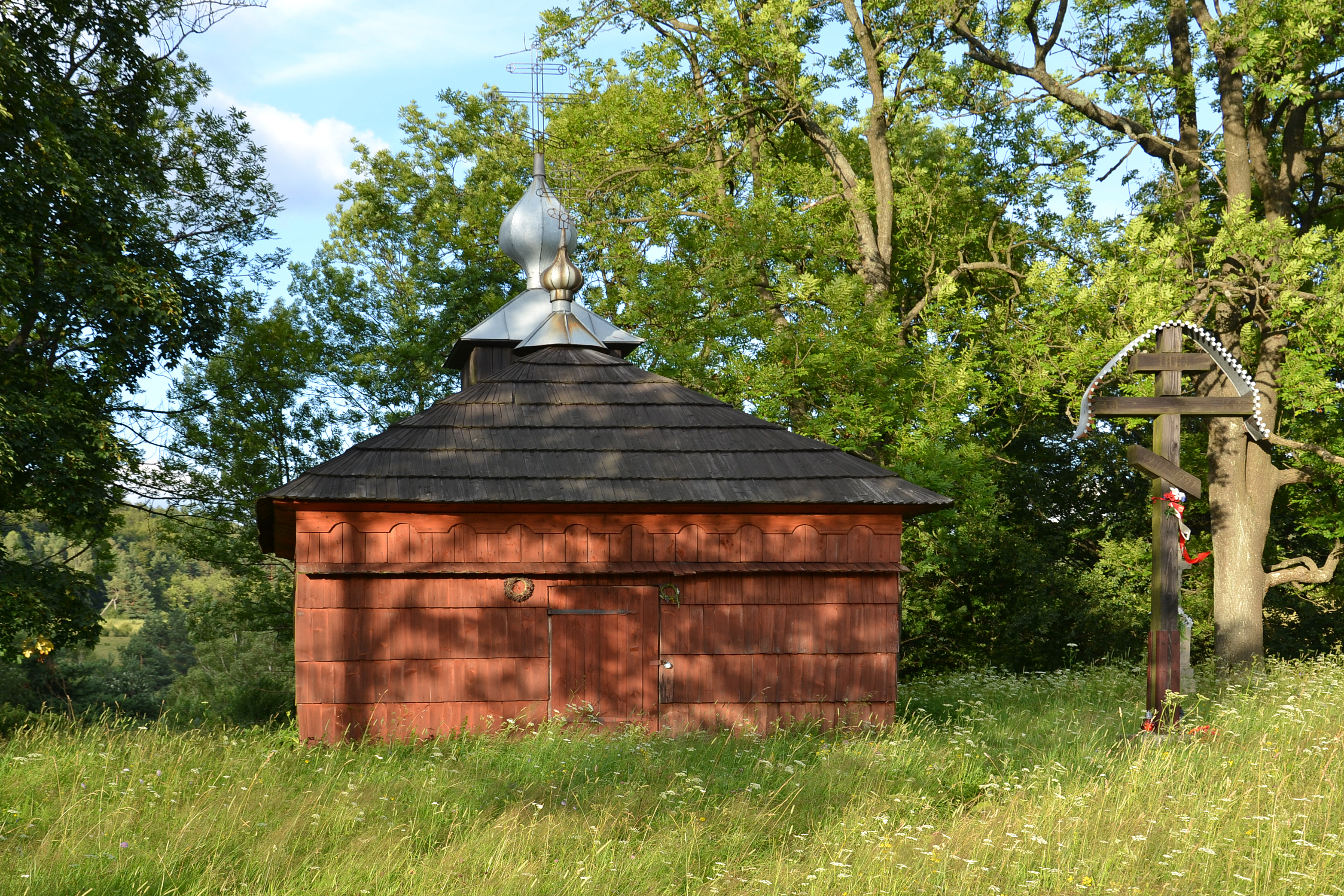
Časovňa (Regietów)

Časovňa (rus. Часовня) je v řeckokatolické a pravoslavné církvi malá budova bez oltáře. Název pochází z ruštiny (církevní slovanštiny kde slovo časy (rus. часы) v náboženském významu znamená hodinky.

## Charakteristika
Budovy časoveň jsou většinou postaveny v městech, na vesnicích, při cestách nebo na hřbitově. V časovňách se lidi modlí a zapalují svíčky před ikonami. Liturgie je zde možná jen ve výjimečných případech. Katolické kaple, na rozdíl od časovni, mohou současně vykonávat funkci malých chrámů.
Časovňa je i místo modliteb starověrců.